# Gaheris
Gaheris is een personage uit de Arthuriaanse legendes. Hij is een ridder van de Ronde Tafel en de zoon van Morgause en koning Lot van Orkney-eilanden en Lothian. Zijn broers zijn Walewein, Agravaine, Gareth en Mordred, die zijn halfbroer is. Zijn moeder is de dochter van Gorlois en Igraine, en een zus van Elaine en Morgana. Ze is overigens ook een oudere half-zus van koning Arthur. 
In Thomas Malory's Le Morte d'Arthur, is Gaheris een schildknaap van zijn oudere broer Walewein alvorens zelf ridder te worden geslagen, en hij hielp Waleweins opvliegend karakter in te tomen. Hij is medeplichtig in de moorden van koning Pellinore, de moordenaar van zijn vader, en Sir Lamorak, Pellinores zoon en de minnaar van Gaheris' moeder. Meer berucht is zijn moord op zijn eigen moeder, Morgause, nadat hij haar betrapte met de jonge en knappe Lamorak. Gaheris onthoofdt zijn moeder maar Lamorak weet te ontsnappen, en wordt opgejaagd door al de broers behalve Gareth. Moreth steekt Lamorak uiteindelijk in zijn rug. Aangezien in Malory's versie Lamorak moediger is dan welke ridder ook behalve Lancelot en Tristram, wordt deze wraakactie als lafheid gezien en is een vlek op de reputatie van de eervolle Orkneybroers. Wanneer Arthur en de broers ontdekken dat Gaheris zijn eigen moeder vermoordde, werd hij uit de orde gesmeten.
Gaheris wordt per ongeluk vermoord door Lancelot tijdens het redden van Guinevere. Gaheris wil niets te maken hebben met Agravaine en Mordreds plot om Lancelot en Guinevere in de val te lokken, en wanneer Arhur de broers vraagt om de executie van de koningin te bewaken gaan Gaheris en Gareth met tegenzin akkoord, hoewel Walewein weigert. Ze weigeren hun uitrusting te dragen en Lancelot, die vriend noch vijand kan onderscheiden in zijn blinde wraakactie, vermoordt de twee onbeschermde prinsen. Waleweins woede door Lancelots schande is verschrikkelijk en de aanslepende ruzies vernietigen voor een groot deel de Orde van de Ronde Tafel.
Gaheris is vaak slechts weinig meer dan een klein nevenpersonage bij zijn broers Walewein en Gareth, met de moord op Morgause een vreemde uitzondering, waardoor moderne auteurs zoals T.H. White de daad toeschrijven aan Agravaine. Hij trouwt zelfs met de zus van Gareths vrouw Lyonors, de fiere dame Lynette.